# Aphodius wollastoni
Aphodius wollastoni es una especie de coleóptero de la familia Scarabaeidae.

## Distribución geográfica
Habita en el paleártico: Oriente Próximo, el norte de África y las Canarias.